# Venetische Sprache (romanisch)
Das Venetische (auch Venezisch oder Venedisch; venetisch vèneto oder łéngua vèneta) ist eine romanische Sprache, die von etwa fünf Millionen Sprechern in der Region Venetien sowie Teilen der Region Friaul-Julisch Venetien, des Trentino und Istriens gesprochen wird. Venetisch gehört zur Gruppe der norditalienischen Dialekte. Aufgrund der tiefgreifenden Unterschiede zum Standarditalienischen wird es – ebenso wie die anderen norditalienischen Varietäten – zuweilen als eigenständige Sprache betrachtet.
Sowohl die Einwohner Venetiens als auch die Sprachwissenschaft unterscheiden in der Regel zwischen vèneto (Venetisch), der gesamten Dialektgruppe einschließlich aller lokalen Varietäten, und venesiàn (Venezianisch), der Varietät der Stadt Venedig, die zur Zeit der Republik Venedig als allgemeine Koine diente, heute jedoch nur eine von mehreren bedeutenden Stadtvarietäten innerhalb des Venetischen ist.
Das romanische Venetische darf nicht verwechselt werden mit der venetischen Sprache der Antike, einer ausgestorbenen Sprache, die in der Region Venetien zwischen dem 6. und dem 1. Jahrhundert v. Chr. geschrieben wurde und möglicherweise als Substratsprache Einfluss auf das in dieser Region gesprochene Latein und damit indirekt auch auf das romanische Venetische hatte.

## Klassifikation
Venetisch geht wie alle anderen romanischen Sprachen auf das Lateinische zurück. Mit der Gruppe der norditalienischen Dialekte nördlich der La-Spezia-Rimini-Linie gehört es zu den westromanischen Sprachen und unterscheidet sich mitunter stark von der italienischen Standardsprache.

## Merkmale
Von der italienischen Standardsprache unterscheidet sich das Venetische lautlich besonders auffällig dadurch, dass „dz“ anstelle des ital. „dsch“ gesprochen wird, sowie durch das Fehlen der typisch italienischen Konsonantenverdoppelung (z. B. Zanipólo für Giovanni e Paolo).
Wie in vielen Sprachen gibt es auch im Venetischen klitische oder unbetonte Pronomina für Dativ und Akkusativ (ghe ło digo = ich sage es ihm, spanisch „se lo digo“, italienisch „glielo dico“). Daneben gibt es aber auch, wie in den anderen norditalienischen Dialekten, Subjektklitika für den Nominativ, die obligatorisch sind (z. B. el varda = er betrachtet, er sieht an, italienisch „guarda“, spanisch „mira“, französisch „il regarde“) und interrogative Klitika, die wie Endungen verwendet werden (vàrdeło? = sieht ER an? ; vàrdito? / vàrdi(s)tu? = siehst DU an?). Die Subjektklitika existieren in der standarditalienischen Sprache nicht. Sie werden auch verwendet, wenn das Subjekt im Satz sichtbar ist: Marco el varda ła strada (Marco „er“ sieht die Straße an), Ti vientu? (Du kommst-du?) ,  'Sa vàrdito ti? (Was betrachtest-du du?) ,  'Sa vàrdeło Marco? (Was betrachtet-er Marco?, Was sieht Marco an?).
Im Venetischen gibt es, wie auch im Deutschen, das unpersönliche Passiv mit dem Hilfsverb xe stà ← gh’è stà (wurde / ist...worden). Zum Beispiel:
- gh’è stà tełefonà al dotor? = wörtlich „wurde (es) dem Arzt angerufen?“
- xe stà parlà de ti = wörtlich „(es) wurde über dich gesprochen“

In vielen Wörtern gibt es Vokalveränderungen (Vokalharmonie), vor allem bei Substantiven und Verben, die auf -i enden. Die geschlossenen mittleren Vokale ó/é werden dabei zu den hohen Vokalen u/i:
- canton = cantón „Ecke“, cantuni „Ecken“
- córo „ich renne“, curi „renn!“. Aber: coro „Chor“, cori „Chöre“ (kein Umlaut, da mit offenem „o“)
- tóco „ich berühre“, te tuchi „du berührst“. Aber: toco „Stück“, tochi „Stücke“ (mit offenem o)
- védo „ich sehe“, te vidi „du siehst“, vedivi „ihr saht“
- véro = viéro „Glas, Fenster“, viri „Gläser“. Aber: vero „wahrer“, veri „wahre“ (mit offenem e)

Manchmal unterliegt auch der vorletzte Vokal einer Veränderung:
- dotór „Doktor, Arzt“, duturi
- moménto „Moment, Augenblick“, muminti

In einigen Varianten und in den Städten gibt es die Vokalharmonie nicht und es kommt die „italienische“ Lautung zur Anwendung: te védi (italienisch „vedi“), cori (italienisch „corri!“), te tóchi (italienisch „tocchi“), dotóri (italienisch „dottori“).

## Schreibung
Seit 1995 gibt es eine standardisierte Orthografie, für die 2017 eine überarbeitete Fassung herausgegeben wurde. Es sind auch andere Schreibungen im Gebrauch.

## Geographische Verbreitung

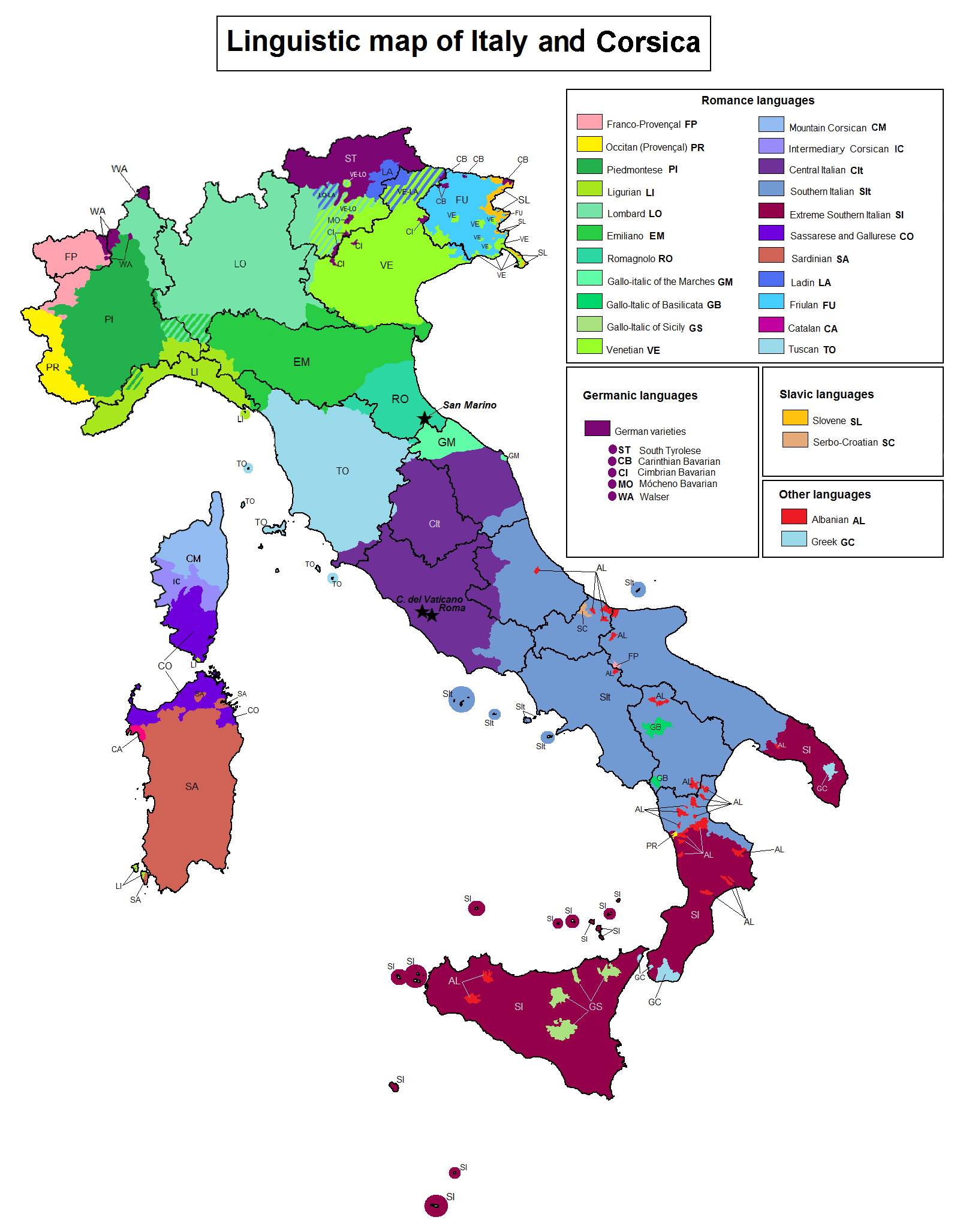
Karte der Sprachen und Dialekte Italiens. Im Nordosten hellgrün das Venetische.

Venetisch wird in folgenden Regionen gesprochen:
- Venetien: Provinzen Padua, Treviso, Venedig, Verona, Vicenza, im überwiegenden Teil der Provinzen Belluno (dort wird auch Ladinisch gesprochen) und Rovigo (an der Grenze zur Emilia-Romagna spricht man den Dialekt von Ferrara)
- Friaul-Julisch Venetien: im Westen der ehemaligen Provinz Pordenone, in den Küstengebieten (insbesondere Monfalcone, Grado (sog. Gradeser Dialekt), Muggia) und in Triest
- Trentino: Im Osten der Provinz Trient (insbesondere im Suganertal) wird der eigentliche Trentiner Dialekt – obwohl dieser sprachwissenschaftlich eine gallo-italische Mundart ist – zudem stark vom Venetischen beeinflusst.
- außerhalb Italiens: einige Teile Sloweniens und Kroatiens (Istrien und Dalmatien), einst auch in Montenegro, dessen deutscher Name selbst aus dem Venetischen stammt und „Schwarzer Berg“ bedeutet. Darüber hinaus auf den Ionischen Inseln insbesondere Korfu. Auf Kefalonia und Zakynthos bis ca. 1952. Durch demografische Änderungen nach dem großen Erdbeben (Auswanderung nach Patras, Athen und Übersee) erlosch die venetische Sprache, die sich dort nur in Volksliedern und Gedichten erhalten hat. Als Auswirkung der starken Auswanderung aus der Region nach Amerika im 19. Jahrhundert wird Venetisch ebenso an manchen Orten in Nord- und Südamerika gesprochen, etwa in Argentinien, in der Stadt Chipilo in Mexiko oder in Brasilien in der Region Rio Grande do Sul.

## Anerkennung
Am 28. März 2007 wurde das Venetische mit dem Gesetz über den Schutz und die Aufwertung der venetischen Sprache von der überwiegenden Mehrheit des Regionalrats von Venetien anerkannt.
Auch der Regionalrat von Friaul-Julisch Venetien hat am 17. Februar 2010 ein entsprechendes Gesetz zur Aufwertung der venetischen Mundarten verabschiedet.

## Sprachgeschichte
Das Venetische in der Form der Varietät der Stadt Venedig hatte zur Zeit der Republik Venedig ein großes Prestige. Ein bemerkenswertes Dokument ist der Reisebericht „Il Milione“ des Venezianers Marco Polo in der venezianischen Übersetzung (die Originalfassung stammt von Rustichello da Pisa und ist in franko-italienischer Sprache geschrieben). Weitere bekannte Schriftsteller, die in venezianischem Dialekt geschrieben haben, sind Marin Sanudo (1466–1536) und Andrea Calmo (1509–1570).
In der frühen Neuzeit war das Venezianische Lingua franca des Handels im Mittelmeerraum. Zu dieser Zeit übte es auch großen Einfluss auf die südslawischen Varietäten an der Ostküste der Adria aus, vor allem auf die čakavischen sowie die dalmatinischen štokavischen Dialekte des Kroatischen.
Im Lauf der Zeit wurde das Venezianische als Schriftsprache durch das Toskanische verdrängt, das vor allem durch Dante Alighieri, Giovanni Boccaccio und Francesco Petrarca an Prestige gewann. Literarische Bedeutung erlangte das Venezianische erst wieder im 18. Jahrhundert durch die Theaterstücke von Carlo Goldoni als Vorbild der italienischen Commedia dell’arte. Mit der Auflösung der Republik Venedig durch Napoleon Bonaparte 1797 und der Gründung des italienischen Nationalstaates infolge des Risorgimento, der das vom toskanischen Dialekt geprägte Standarditalienisch als Amtssprache einführte, verlor das Venezianische an Prestige und wurde für lange Zeit auf den Status eines nur mündlich gebrauchten Dialekts herabgestuft, der allerdings von vielen Menschen aller Generationen und jedes sozialen Status aktiv gesprochen wird. Erst in den letzten Jahren erlebte es, wie andere norditalienische Sprachen auch, eine Renaissance.
Heute wird Venetisch als diaphasische Varietät vor allem im informellen Kontext verwendet.

## Textbeispiel
Aus dem Matthäusevangelium (Mt 3,1–8); Übersetzung von Gianjacopo Fontana (1859):

„Deutsch: In jenen Tagen trat Johannes der Täufer auf und verkündete in der Wüste von Judäa: Kehrt um! Denn das Himmelreich ist nahe. Er war es, von dem der Prophet Jesaja gesagt hat: Eine Stimme ruft in der Wüste: Bereitet dem Herrn den Weg! Ebnet ihm die Straßen! Johannes trug ein Gewand aus Kamelhaaren und einen ledernen Gürtel um seine Hüften; Heuschrecken und wilder Honig waren seine Nahrung. Die Leute von Jerusalem und ganz Judäa und aus der ganzen Jordangegend zogen zu ihm hinaus; sie bekannten ihre Sünden und ließen sich im Jordan von ihm taufen. Als Johannes sah, dass viele Pharisäer und Sadduzäer zur Taufe kamen, sagte er zu ihnen: Ihr Schlangenbrut, wer hat euch denn gelehrt, dass ihr dem kommenden Gericht entrinnen könnt? Bringt Frucht hervor, die eure Umkehr zeigt.“

Venetisch: In sto tenpo ze venjùo Zuane el Batista a predicar inte’l dezerto de ła Giudea, dizéndo: fè peniténsa: perché el ze cuà arente el renjo de i siełi. Parché cuesto el ze l’omo, ca gavéa parlà el profeta Isaia, co’l ga dito: voze de chi siga inte’l dezerto: preparè ła strada de el sinjor: fè dreti i so trozi. Lu steso po Zuane el gavéa dòso ’n àbito de peło de camełi, e ’na sintura de pełe łigada ai so fianchi: e no’l manjava altro che cavalete, e miel selvadego. Ełora ndava da łu Jerusałeme, e tuta la Giudea, e tuto el paeze atorno de’l Giordan; e i jera batizai da łu inte’l Giordan, confessai i so pecai. Ma co’l ga visto a venjir a batizarse da łu tanti farizei, e Caducei, el ga dito a łori: rasa de vipare, chi ve ga insenjà a scampar da ła colera futura? Fè donca fruto denjo de penitensa.

Italienisch: In quei giorni comparve Giovanni il Battista a predicare nel deserto della Giudea, dicendo: «Convertitevi, perché il regno dei cieli è vicino!». Egli è colui che fu annunziato dal profeta Isaia quando disse: „Voce di uno che grida nel deserto: Preparate la via del Signore, raddrizzate i suoi sentieri“! Giovanni portava un vestito di peli di cammello e una cintura di pelle attorno ai fianchi; il suo cibo erano locuste e miele selvatico.
Allora accorrevano a lui da Gerusalemme, da tutta la Giudea e dalla zona adiacente il Giordano; e, confessando i loro peccati, si facevano battezzare da lui nel fiume Giordano.
Vedendo però molti farisei e sadducei venire al suo battesimo, disse loro: Razza di vipere! Chi vi ha suggerito di sottrarvi all’ira imminente? Fate dunque frutti degni di conversione.